# Bláfjöll (berg)
Bláfjöll är ett berg i republiken Island. Det ligger i regionen Suðurland, 140 km öster om huvudstaden Reykjavík. Toppen på Bláfjöll är 744 meter över havet.
Trakten runt Bláfjöll är nära nog obefolkad, med mindre än två invånare per kvadratkilometer. Det finns inga samhällen i närheten. Trakten runt Bláfjöll är permanent täckt av is och snö.